# Туллахомская кампания
Туллахомская кампания (The Tullahoma Campaign) или Центрально-теннессийская кампания - длилась с 24 июня по 3 июля 1863 года и была частью американской гражданской войны на западе. Федеральная Камберлендская армия под командованием Уильяма Роузкранса в ходе этой кампании сумела поставить в невыгодное положение Теннессийскую армию Юга и заставить её отойти с сильных укрепленных позиций, оставив Центральный Теннесси. В результате под угрозой оказался город Чаттануга.
Туллахомская кампания считается самым выдающимся достижением Роузкранса в той войне; ему удалось достигнуть впечатляющих результатов ценой незначительных потерь. Однако, его достижения попали в тень Геттисбергской и Виксбергской победы, а кроме того, южане сохранили свою армию, что впоследствии привело к разгрому Роузкранса на Чикамоге.

## Предыстория
После дорогостоящего, но тактически безрезультатного сражения при Стоун-Ривер генерал Брэгг отвел свою армию на 30 миль к югу, за Хайланд-Рим, горный хребет, окружающий Нэшвилльскую низменность. Небольшие пикеты перекрыли проходы через хребет, а кавалерия прикрывала фланги армии, которая растянулась фронтом на 70 миль. Брэгг разместил свой штаб в Туллахоме. Он предполагал, что Роузкранс будет наступать на Чаттанугу, однако допускал так же, что Роузкранс попробует обойти его с флангов, и именно поэтому распределил кавалерию по широкому фронту. Наиболее вероятной казалась атака через легкопроходимое ущелье Гайс-Гэп на Шелбивилль, поэтому Брэгг разместил в Шелбивилле корпус Леонидаса Полка.
Восемью милями восточнее, в Уартрейсе, закрепился корпус Уильяма Харди, который перекрывал основную дорогу на Чаттанугу и готов был усилить посты на трех других проходах - Белл-Бакль-Гэп, Либерти-Гэп и Хуверс-Гэп. Ущелье Хуверс-Гэп осталось практически незащищенным - это был проход длиной в 4 мили, такой узкий, что две повозки едва могли в нем разойтись. Здесь были возведены сильные укрепления, но их занимал всего лишь один кавалерийский полк. Впоследствии Брэгга часто критиковали за такое расположение армии.
Генерал Роузкранс шесть месяцев держал свою армию в Мурфрисборо, укреплял свою базу, пополнял боеприпасы и тренировал солдат, но главной причиной задержки было его нежелание наступать по грязным зимним дорогам. Президент Линкольн, военный секретарь Стентон и Генри Халлек неоднократно предлагали ему возобновить кампанию против Брэгга. В Вашингтоне опасались, что Брэгг сможет перебросить части своей армии на помощь осажденному Виксбергу. Линкольн писал: "Я не толкаю вас на безрассудные поступки, но я надеюсь, что вы сделаете все возможное, чтобы не дать Брэггу возможности помочь Джонстону против Гранта". На это Роузкранс отвечал, что если он попробует наступать на Брэгга, то может отступить к Миссисипи и стать еще более опасным для Гранта. Таким образом, он помогает Гранту именно тем, что не атакует Брэгга. Разочарованный ответом Роузкранса, Халлек даже грозил отстранить его от командования, но в итоге просто выразил недовольство тем, что Роузкранс ввергает правительство в расходы многочисленными телеграммами.

## Силы сторон
Камберлендская армия насчитывала примерно 50 - 60 тыс. человек и состояла из нескольких корпусов:
- XIV корпус Джорджа Томаса, 26 058 человек, дивизии Ловелла Руссо, Джеймса Неглей, Джона Брэннана и Джозефа Рейнольдса.
- ХХ корпус Александра Маккука, 16 047 человек, дивизии Джефферсона Дэвиса, Ричарда Джонсона и Филипа Шеридана.
- XXI корпус Томаса Криттендена, 17 023 человека, дивизии Томаса Вуда, Джона Палмера и Горацио ван Клеве.
- резервный корпус Гордона Гренджера, 20 615 человек, дивизии Абсалома Байарда, Джеймса Моргана и Роберта Грейнджера.
- Кавалерийский корпус Дэвида Стенли, 12 281 человек, дивизии Роберта Митчелла и Джона Турчина.

Теннессийская армия генерала Брэгга насчитывала примерно 45 000 человек и состояла из трех корпусов и одной дивизии.
- Корпус Леонидаса Полка, 14 260 человек.
- Корпус Уильяма Харди, 14 949 человек
- Кавалерийский корпус Джозефа Уилера, 8 967 человек
- Кавалерийский корпус Натана Форреста, 4 107 человек